# Pál Gyarmati
Pál Gyarmati – węgierski zapaśnik walczący w stylu wolnym.
Srebrny medalista mistrzostw Europy w 1930 roku.